# Klucz Frontowy Nr 5 (Br)
Klucz Frontowy Nr 5 (Br) – polska jednostka lotnicza utworzona we Francji w maju 1940 w jako jednostka Polskich Sił Powietrznych.
Jednostka została przydzielona do francuskiej Groupe de Chasse I/2 w Xaffévillers. Do 10 maja klucz brał udział w osłonie samolotów rozpoznawczych. Następnie miał szereg spotkań z nieprzyjacielem w rejonach miejscowości Colmar, Selestat, Chaumont, Beauvais, Soissons i Damblain w których zestrzelił 6 1/2 samolotów nieprzyjaciela nie ponosząc żadnych strat.

## Piloci jednostki
- por. Józef Brzeziński – dowódca
- ppor. Stanisław Chałupa
- plut. Antoni Beda